# Diocesi di Strumnizza
La diocesi di Strumnizza (in latino Dioecesis Strumnitzensis) è una sede soppressa e sede titolare soppressa della Chiesa cattolica.

## Storia
Strumnizza, corrispondente alla città di Strumica nell'odierna Macedonia del Nord, è un'antica sede vescovile della provincia romana della Macedonia Prima nella diocesi civile omonima, suffraganea dell'arcidiocesi di Tessalonica.
Le Quien e Gams non conoscono la sede di Strumnizza in Macedonia, ma quella nella Mesia Inferiore, chiamata anticamente Tiberiopoli; si tratta della medesima sede vescovile. La diocesi è menzionata in una sola Notitia Episcopatuum del patriarcato di Costantinopoli, datata al XIII secolo. Diversi vescovi bizantini sono documentati fra l'XI e il XIII secolo.
La sede titolare cattolica, istituita nel 1933, è stata soppressa da papa Francesco in seguito all'erezione dell'eparchia della Beata Maria Vergine Assunta in Strumica-Skopje per i fedeli cattolici di rito bizantino residenti nell'ex Repubblica Jugoslava di Macedonia.
Sono stati tre i titolari di questa sede: Jesús Emilio Jaramillo Monsalve, vicario apostolico di Arauca, in Colombia; Juraj Jezerinac, vescovo ausiliare di Zagabria, in Croazia; e Method Kilaini, vescovo ausiliare di Dar-es-Salaam e poi di Bukoba, in Tanzania.

## Cronotassi dei vescovi titolari
- Beato Jesús Emilio Jaramillo Monsalve, M.X.Y. † (11 novembre 1970 - 19 luglio 1984 nominato vescovo di Arauca)
- Juraj Jezerinac (11 aprile 1991 - 25 aprile 1997 nominato ordinario militare in Croazia)
- Method Kilaini (22 dicembre 1999 - 31 ottobre 2018 nominato vescovo titolare di Tamalluma)